# Planta-affaire

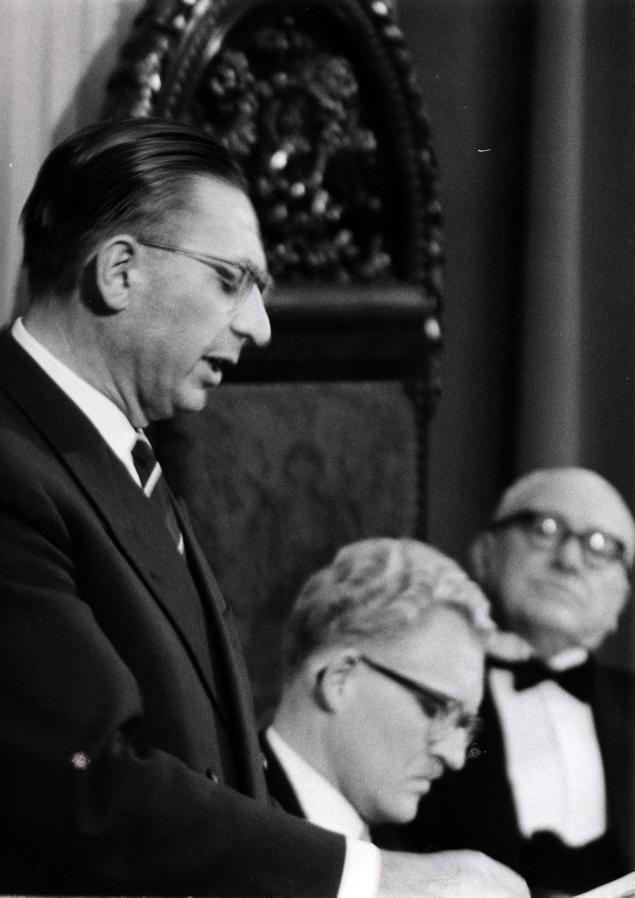
J.H. Lamberts, Tweede Kamerlid PvdA en huisarts, tijdens zijn interpellatie in de Tweede Kamer over de Planta-vergiftiging, 27 september 1960

De Planta-affaire was een affaire rond ziektegevallen die rond 1960 werden veroorzaakt door margarine van het merk Planta.
Planta was een populair product van het Unilever-concern. Aan de margarine werd zeven jaar nadat het op de markt was gebracht, de "anti-spat emulgator ME-18" toegevoegd. De stof had in dierproeven van het Rijksinstituut voor de Volksgezondheid niet tot ziekteverschijnselen geleid. Ruim 100.000 mensen in Nederland kregen last van een vorm van huiduitslag die leek op netelroos met koorts als gevolg.
Vier mensen overleden; honderden werden opgenomen in ziekenhuizen. Twee weken na de ontdekking werd via de radio een verkoopverbod afgekondigd voor alle 55 margarinemerken van Unilever, omdat door gebruik van dezelfde ketels ook daarin ME-18 was terechtgekomen.
De Planta-affaire werd in 1962 onderzocht door een parlementaire commissie onder leiding van dr. W. Drees. Unilever keerde aan ruim 8000 personen in totaal 1,25 miljoen gulden smartengeld uit, waarbij het bedrijf benadrukte dat dit geen schuldbekentenis inhield. Uiteindelijk stelde de Hoge Raad Unilever buiten vervolging.
Het margarinemerk Planta werd na de affaire vervangen door Brio, dat bij de opschoning van merken door Unilever in 2001 verderging als Bertolli. In België werd de naam Planta verder gebruikt.